# Malta Freeport
Pour le port de pêche, voir Port de Marsaxlokk.
Le Malta Freeport (Port Ħieles Ta' Malta en maltais),, ou plus communément le port de Marsaxlokk (à ne pas confondre avec le petit port de pêche voisin), est un important port franc dédié au transbordement des conteneurs. Il est situé au sud de la baie de Marsaxlokk au sud-est de l'île de Malte. Du fait de sa position centrale en mer Méditerranée, il sert de hub maritime (plate-forme de correspondance multimodale).
Le Malta Freeport a été construit à partir de 1988 sur l'emplacement de la base d'hydravions de Kalafrana utilisée anciennement par l'aviation britannique.

## Trafic
En 2011, le Freeport est au douzième rang des ports européens et le troisième port de transbordement et de logistique en Méditerranée. En 2008, le port enregistre la plus forte hausse du trafic de transbordement avec 2,33 millions d'EVP (équivalent vingt pieds ou, en anglais, le TEU : Twenty feet Equivalent Unit).
En pleine crise économique, ce hub a transbordé 2,26 millions d'EVP en 2009, 2,37 en 2010, 2,36 en 2011 et 2,54 millions en 2012.
Le principal utilisateur des terminaux à conteneurs du port est la CMA-CGM, qui en a fait l'escale méditerranéenne de sa principale ligne maritime reliant l'Europe à la Chine (en 44 jours, du port de Hambourg à celui de Shanghai via le canal de Suez et le détroit de Malacca), sur laquelle sont affectés ses plus gros porte-conteneurs (tel que le CMA CGM Marco Polo et ses sister-ships). Plus de 95 % du trafic du port franc est en transit pour d'autres destinations, les conteneurs sont transbordés sur des feeders (navires collecteurs), faisant la liaison avec tous les autres ports bordant la mer Méditerranée.

## Équipement

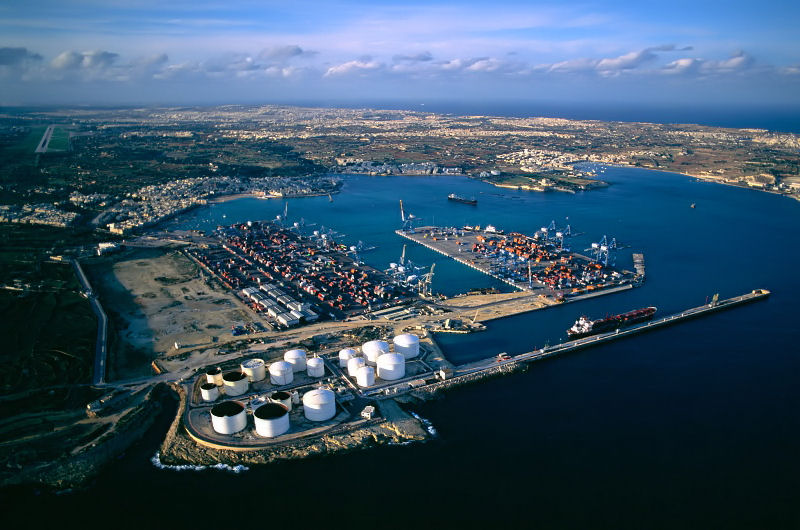
Vue aérienne des installations et de la baie de Marsaxlokk. La petite ville de Birżebbuġa est à gauche, Marsaxlokk à droite.

Le port de Marsaxlokk dispose principalement de deux terminaux à conteneurs, complétés par un terminal pétrolier (avec un quai de 700 mètres de long pour l'importation du fioul, du gazole et du kérosène) ainsi que par des bouées d'amarrage au milieu de la baie (pour les pétroliers et méthaniers).
Le Terminal One a deux quais : d'une part celui au nord pour les porte-conteneurs, d'une longueur de 1 000 mètres et d'un tirant d'eau de 15 m ; d'autre part celui à l'ouest pour les petits cargos polyvalents, de 138 m de long avec 9 m de profondeur. Derrière les quais, le terminal a une superficie de stockage de 457 500 mètres carrés pour 10 139 emplacements (en EVP) au sol et 606 places frigorifiques.
Le Terminal Two a trois quais pour les porte-conteneurs : celui au nord, le plus proche de la sortie de la baie, fait 480 mètres de long pour 17 de profondeur ; celui de l'ouest fait 118 de long pour 13 de tirant d'eau ; celui du sud, en vis-à-vis du terminal 1 de l'autre côté de la darse, fait 660 m de long pour 15 de profondeur. Les douze portiques sont capables de manutentionner en twin-lift (par deux conteneurs), avec derrière eux une superficie de stockage de 222 500 mètres carrés pour 4 946 emplacements au sol et 288 places frigorifiques. S'y rajoute un poste à quai pour rouliers (« RoRo » : roll in - roll out, pour le fret roulant) de 120 m de long avec 12 m de tirant d'eau.

## Sociétés gestionnaires
Créé par l’État maltais en 1988, la Malta Freeport Authority, constructeur et gestionnaire du port, est privatisée en octobre 2004. Aujourd'hui le port franc est la propriété de la société maltaise Malta Freeport Corporation Limited qui en assure la gestion et le développement. Les activités de manutention sont de la responsabilité de la société maltaise Malta Freeport Terminals Limited et de stockage de Malta Freeport Industrial Storage Limited. Le port pétrolier est géré par Oiltanking Malta Limited.